# Okreek
Okreek è un census-designated place (CDP) degli Stati Uniti d'America della contea di Todd nello Stato del Dakota del Sud. La popolazione era di 269 abitanti al censimento del 2010. La città è interamente sotto la giurisdizione della riserva indiana di Rosebud, e la popolazione è quasi interamente composta da Sioux-americani. Okreek è costituita principalmente da due lunghi blocchi di abitazioni abitate, e ha circa 30 abbonati ai telefoni privati entro i confini della città. C'è anche una scuola elementare e un ufficio postale a cui è stato assegnato lo ZIP code 57563.
Il nome Okreek è una corruzione di Oak Creek, un torrente vicino al sito della città.

## Geografia fisica
Secondo lo United States Census Bureau, il CDP ha una superficie totale di 116,63 km², dei quali 116,51 km² di territorio e 0,12 km² di acque interne (0,1% del totale).

## Società

### Evoluzione demografica
Secondo il censimento del 2010, la popolazione era di 269 abitanti.

### Etnie e minoranze straniere
Secondo il censimento del 2010, la composizione etnica del CDP era formata dall'8,92% di bianchi, lo 0% di afroamericani, l'86,99% di nativi americani, lo 0% di asiatici, lo 0% di oceanici, lo 0,74% di altre razze, e il 3,35% di due o più etnie. Ispanici o latinos di qualunque razza erano il 2,23% della popolazione.